# Lo zio prete
Lo zio prete è una raccolta di racconti di Luigi Santucci pubblicata per la prima volta nel 1951. Il sesto racconto dà anche il nome al libro.

## Storia editoriale
La raccolta originariamente conteneva dieci racconti, aventi tutti come protagonisti ecclesiastici (preti, frati, monache). Nel 1970 (V edizione) fu aggiunto un undicesimo racconto intitolato "Il diavolo in seminario", «più lungo degli altri e dalle caratteristiche stilistiche per vari aspetti divergenti dai precedenti». La raccolta ebbe un buon successo di critica e di pubblico e nel 1952 vinse il Premio Marzotto. Elisa Gambaro sottolinea come, nel tratteggiare i suoi pittoreschi ecclesiastici, «emblemi di una umanità scomparsa, l'autore fa uso di una lingua preziosa e dalla patina arcaica, che umoristicamente allude ai classici della novellistica italiana trecentesca».

## Racconti
1. Le visioni di Fra Gelsomino
2. Il teologo Macrone
3. Odore di santità
4. Gli angioli custodi
5. Il centenario del vescovo Uboldo
6. Lo zio prete
7. Gli angioli rossi
8. Prima di Quaresima
9. Una scarpa
10. L'intruso
11. Il diavolo in seminario

## Edizioni
- Luigi Santucci: Lo zio Prete: Dieci racconti, La Medusa degli italiani 60, Milano: Mondadori, 1951, 127 p.
- Luigi Santucci: Lo zio prete, Coll. Narratori italiani 50,  Milano: Mondadori, 1957, 144 p. (V edizione, 1970)
- Luigi Santucci: Lo zio prete: racconti; introduzione di Domenico Porzio, Collezione Oscar 959 (Oscar narrativa 50), Milano: A. Mondadori, 1979, 133 p.
- Luigi Santucci: Opere Vol. 1 (Contiene: In Australia con mio nonno; Lo zio prete; L'imperfetta letizia), Torino: Aragno, 2015, ISBN 978-88-8419-731-3